# Miltiadis Gouskos
Miltiadis Gouskos (řecky Μιλτιάδης Γκούσκος, 1877, Zakynthos – 9. července 1903, Britská Indie) byl řecký atlet přelomu 19. – 20. století, specialista na vrh koulí a stříbrný medailista z Letních olympijských her 1896 v Athénách.

## Životopis
Gouskos byl potomkem starobylého rodu z vesnice Katastari, jež se podle jisté kroniky přestěhovala v 15. století z Arkádie na Zakynthos. Byl synem Michaela Gouskose a bratrem právníka a politika Theodora Gouskose, který byl za Liberální stranu zvolen v roce 1915 poprvé poslancem za Zakynthos. Michael Gouskos byl záložním důstojníkem dělostřelectva. Počátkem století pracoval pro řeckou Obchodní komoru Ralli, která měla širokou působnost od Londýna až po Indii. Během obchodní cesty v Indii byl stižen otravou z jídla, jíž podlehl.

## Gouskos na olympijských hrách 1896
Soutěž ve vrhu koulí se konala 7. dubna 1896. Přihlášeno bylo patnáct soutěžících, ale nakonec se jich k zvodu dostalo jen sedm – čtyři Řekové, dva Američané a všestranný Dán Viggo Jensen. Házelo se z nestandardního odhodiště, kterým byl dvoumetrový čtverec. Podle názoru diskaře George Robertsona to byl také důvod, proč vítěz Robert Garrett z USA vrhnul kouli pouze na vzdálenost 11.22 metrů, což bylo o 3 metry méně než tehdejší světový rekord Kanaďana George Graye. Divákům se dokonce zdálo, že Miltiadis Gouskos v posledním pokusu Garretta překonal, a vypukla bouře nadšení. Řádné přeměření pokusu však ukázalo, že Gouskos vrhl „jen“ 11.03 metrů. Bronzový Řek Georgios Papasideris vrhl mnohem méně – 10.36 m.